# Crespin (Noorderdepartement)
Crespin is een gemeente in het Franse Noorderdepartement (Frans: département du Nord) (regio Hauts-de-France). De gemeente telde op 1 januari 2022 4.541 inwoners en maakt deel uit van het arrondissement Valenciennes. Crespin grenst aan België en de Belgische gemeente Hensies en Quiévrain.
In het zuiden strekt het gehucht Blanc-Misseron van Quiévrechain zich een stuk uit over Crespin.

## Geschiedenis
Rond 670 werd de benedictijner abdij van Crespin gesticht door Landelinus.

## Geografie
De oppervlakte van Crespin bedroeg op 1 januari 2022 9,94 vierkante kilometer; de bevolkingsdichtheid was toen 456,8 inwoners per km². Door Crespin stroomt de Hogneau, die in België de naam Grande Honnelle draagt.

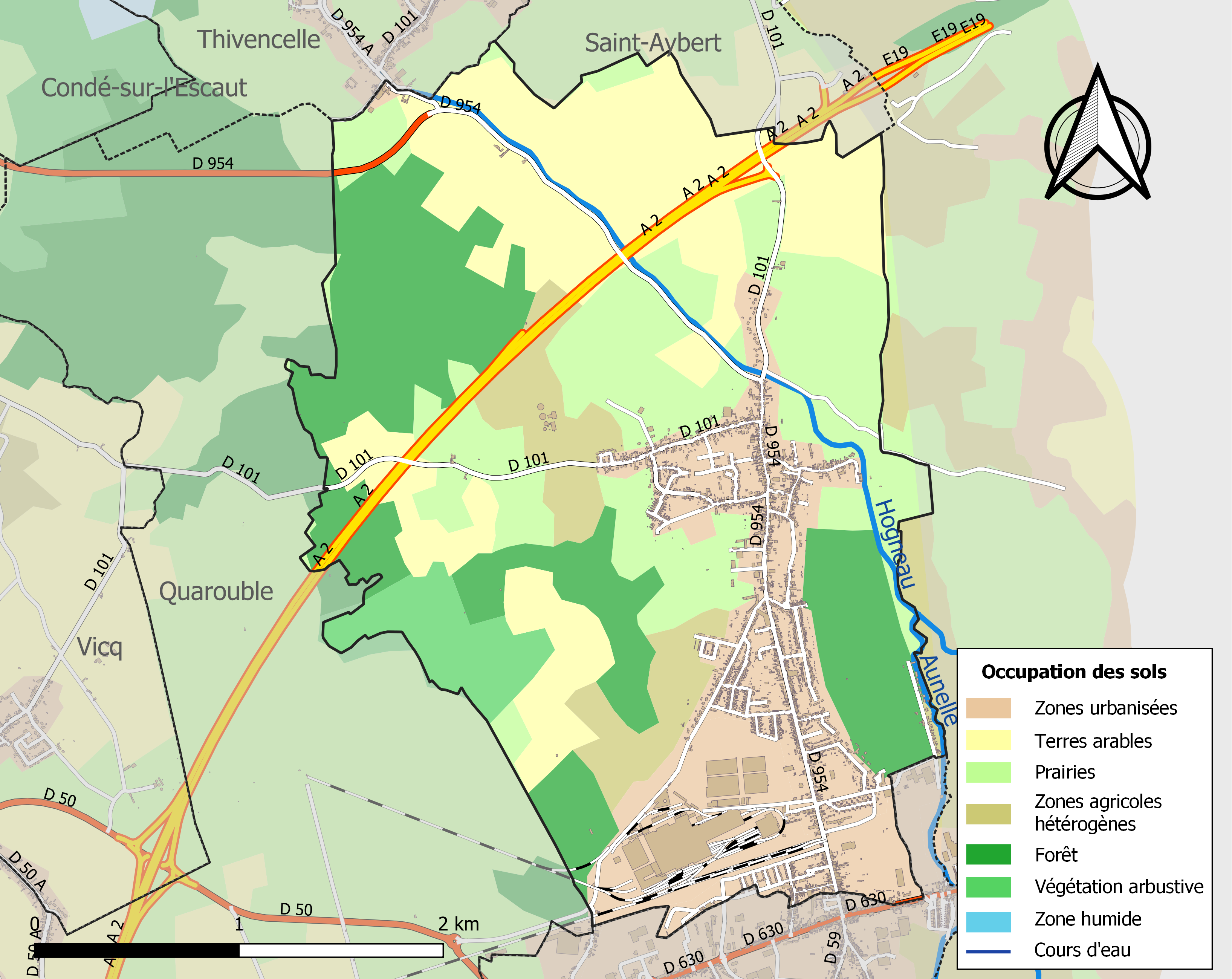
Kaart van de gemeente met belangrijkste infrastructuur, bodemgebruik en omliggende gemeenten

## Bezienswaardigheden
- De Sint-Martinuskerk (Église Saint-Martin), tevens gewijd aan Sint-Landelinus, werd gebouwd in 1787 en werd in 1802 een parochiekerk. Na verwoesting van de toren door de Duitsers in 1918 werd de kerk herbouwd in 1821-1922. De kerk bezit drie belangrijke altaarstukken waarvan één uit 1683.
- Restanten van de vroegere Abdij van Crespin, in 1990 ingeschreven als monument historique. Het betreft overblijfselen van de kerk, het voormalig paleis van de abt (18e eeuw) en de gebouwen van de watermolen op de Ruisseau du Quinquerneau.

## Natuur en landschap
Crespin is vastgebouwd aan de kom van Quiévrechain. De hoogte aan de kerk bedraagt 28 meter.

## Demografie
Onderstaande figuur toont het verloop van het inwonertal (bron: INSEE-tellingen).

## Verkeer en vervoer
Door Crespin loopt de autosnelweg A2/E19, die er een op- en afrit heeft.
In het zuiden van de gemeente, in gehucht Blanc-Misseron op de grens met Quiévrechain, bevindt zich het station Blanc-Misseron op de vroegere spoorlijn Bergen - Valenciennes.

## Nabijgelegen kernen
Quiévrechain, Saint-Aybert, Vicq